# Kees Broekman
Cornelis „Kees“ Broekman (2. července 1927 De Lier – 8. listopadu 1992 Berlín, Německo) byl nizozemský rychlobruslař.
Na mezinárodní scéně debutoval v roce 1947 na Mistrovství Evropy (14. místo), o rok později byl pátý a na Mistrovství světa 1948 skončil čtvrtý. Podobných výsledků dosáhl i na Zimních olympijských hrách 1948 (500 m – 28. místo, 1500 m – 9. místo, 5000 m – 6. místo, 10 000 m – 5. místo). První medaili, stříbrnou, získal na světovém šampionátu 1949, na Mistrovství Evropy skončil tentýž rok čtvrtý. Na zimní olympiádě 1952 vybojoval na tratích 5000 m a 10 000 m stříbrné medaile, kromě toho byl pátý na patnáctistovce. Na evropském šampionátu téhož roku získal rovněž stříbro, na světovém byl čtvrtý. O rok později Mistrovství Evropy vyhrál a obhájil čtvrtou příčku na Mistrovství světa. V dalších dvou sezónách se většinou výsledkově pohyboval kolem pátého místa. Zúčastnil se ZOH 1956, kde nejlépe dosáhl čtvrtého místa v závodě na 5000 m a páté příčky na distanci 10 000 m (kromě toho byl čtrnáctý na 1500 m a ve sprintu na 500 m skončil na 37. místě). V následujících letech se na šampionátech umisťoval většinou ve druhé desítce, na Zimních olympijských hrách 1960 absolvoval dva závody: 5000 m – 20. místo, 10 000 m – 16. místo. Na posledních závodech startoval v roce 1962.